# ジェーン (ティラノサウルス)

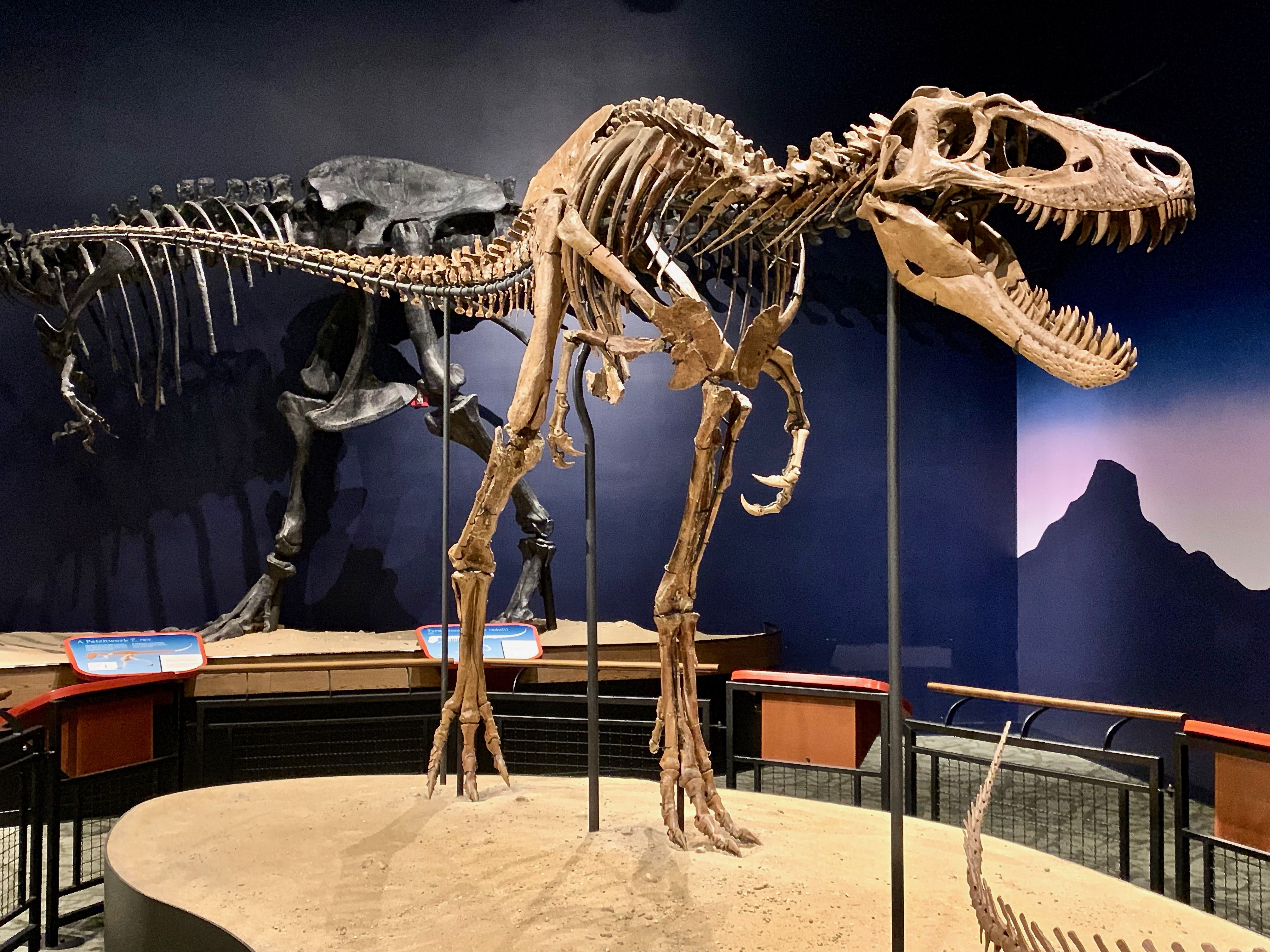
イリノイ州ロックフォードのバーピー自然史博物館にて、ジェーン

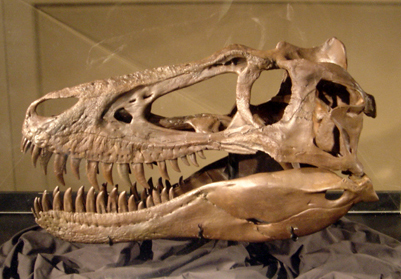
ジェーンの頭蓋骨レプリカ

ジェーン（Jane、標本番号 BMRP 2002.4.1）は、2001年にモンタナ州南東部のヘルクリーク累層から発見されたティラノサウルス幼体の個体。少数ながらナノティラヌスであると考える研究者もいる。

## 発見と命名
ジェーンは、バーピー自然史博物館の学芸員マイケル・ヘンダーソンが率いた2001年の遠征にて、ヘルクリーク累層の岩から露出している骨を目撃したメンバーにより発見された。同館の後援者ジェーン・ソレムにちなんでニックネームがつけられた。

## 特徴
ジェーンは全身の骨の52%が揃っていると推定されている。ティラノサウルスの幼体であるとする説を支持する古生物学者は、ジェーンが幼体で死亡した個体であると考えている。完全に復元された骨格は全長6.45メートル、脚の長さ2.13メートル、大腿骨長78.8センチメートルであり、全長は2020年12月時点で最大のティラノサウルス個体であるスコッティ（約13メートル）の約半分である。Hutchinson et al. (2011) によると、生前のジェーンの体重は639 - 1269キログラム、平均して954キログラムであった。
ジェーンは2005年に腓骨の成長輪の本数に基づいて11歳で死亡した個体であると考えられていたが、2020年1月1日に発表されたオクラホマ州立大学のホリー・ウッドワードの研究では、大腿骨の成長輪の本数から13歳以上であるとされた。また同研究では顕著な血管新生が確認され、ジェーンは現生鳥類や哺乳類と同等の成長速度で成長していたことが分った。ただし、ティラノサウルスに特徴的な加速成長期を迎えてはいなかった。

## 生態の推測
ティラノサウルスは太い歯と強い咬合力が知られているが、ジェーンの歯はまだ薄く刃のような形状であり、成体と同様の咬合力に耐えることはできなかったと見られている。Bates & Falkingham (2012) ではジェーンの咬合力は最大で2400 - 3850Nと見積られている。
ジェーンには左上顎骨と鼻骨に沿って部分的に治癒した扁平な病変が4つ確認されており、病変の位置関係と向きがジェーンの顎と一致することから、ジェーンと同程度の大きさかつ同種の恐竜に噛まれた痕であると推測されている。治癒した痕跡があるため致命傷ではなかったものの、この負傷は頭蓋骨の成長に影響を及ぼしており、ジェーンの左上顎骨は僅かに反り、鼻骨も左に湾曲している。幼体に成体の競争を一概に当てはめることはできないが、食料や縄張りといった将来的に避けられない競争を幼体の時期に学んでいた可能性がある。また、左足にも病変があり、この負傷が原因となって感染症にかかり死亡したと考えられている。
なお、ハドロサウルス科恐竜の腹側尾椎からジェーンの歯と概ね一致する噛み跡が確認されており、ジェーンと同世代のティラノサウルスは既に噛むことによる骨の穿孔が可能だったことが示唆されている。

## ナノティラヌス論争
ジェーンはティラノサウルス科のナノティラヌス属が有効であるか否かの議論に度々持ち出された。ジェーンの頭骨はナノティラヌスのホロタイプ標本に酷似しており、同種であることが定かになった。2005年にバーピー自然史博物館で開かれた会議では、ジェーンが小型恐竜の成体標本（すなわちナノティラヌス）か大型恐竜の幼体標本（すなわちティラノサウルス）のどちらであるかが議題に上がった。少数の反対意見も見られたが、ジェーンを後者と考える古生物学者の方が多数派であり、ジェーンそしてナノティラヌスはティラノサウルスの幼体とされた。
その後 Larson (2013) では、歯の本数が多いこと、方形頬骨の中央に大型の含気性の孔があること、後眼窩骨がT字型であること、肩甲骨や骨盤が癒合していることからジェーンはナノティラヌス（CMNH 7541）やアウブリソドン（LACM 28471）と同一視されたが、Yun (2015) では Tsuihiji et al. (2011) で記載されたタルボサウルスの幼体標本も後眼窩骨がT字型になっていることが指摘され、ナノティラヌスをティラノサウルスの幼体と見なす他の多くの研究者に同調した発表がなされた。